# Ramón Martínez y Vigil
Ramón Martínez y Vigil (Siero, 12 settembre 1840 – Gijón, 16 agosto 1904) è stato un vescovo cattolico spagnolo.

## Biografia
Abbracciò la vita religiosa tra i domenicani del convento di Ocaña e, ordinato prete, fu inviato nelle Filippine per completare i suoi studi presso l'università di Manila, dove ottenne il dottorato in teologia. Dell'università di Manila fu anche rettore.
Rientrato in patria nel 1876, nel 1884 fu eletto vescovo di Oviedo e ricoprì la carica fino alla morte.
Fu insignito della gran croce dell'ordine al merito militare e fu senatore per la provincia ecclesiastica di Santiago de Compostela per due legislature.

## Genealogia episcopale e successione apostolica
La genealogia episcopale è:
- Cardinale Scipione Rebiba
- Cardinale Giulio Antonio Santori
- Cardinale Girolamo Bernerio, O.P.
- Arcivescovo Galeazzo Sanvitale
- Cardinale Ludovico Ludovisi
- Cardinale Luigi Caetani
- Cardinale Ulderico Carpegna
- Cardinale Paluzzo Paluzzi Altieri degli Albertoni
- Papa Benedetto XIII
- Papa Benedetto XIV
- Cardinale Enrico Enriquez
- Cardinale Francisco de Solís Folch de Cardona
- Vescovo Agustín Ayestarán Landa
- Arcivescovo Romualdo Antonio Mon y Velarde
- Cardinale Francisco Javier de Cienfuegos y Jovellanos
- Cardinale Cirilo de Alameda y Brea, O.F.M.Obs.
- Cardinale Juan de la Cruz Ignacio Moreno y Maisanove
- Vescovo Ramón Martínez y Vigil, O.P.

La successione apostolica è:
- Vescovo José Cueto Díez de la Maza, O.P. (1891)